# Ośrodek Zapasowy Artylerii Ciężkiej nr 3
Ośrodek Zapasowy Artylerii Ciężkiej nr 3 – oddział artylerii Wojska Polskiego II RP z okresu kampanii wrześniowej.
Ośrodek Zapasowy Artylerii Ciężkiej nr 3 nie występował w pokojowej organizacji Wojska Polskiego. Był jednostką formowaną zgodnie z planem mobilizacyjnym „W” w Krakowie, w II rzucie mobilizacji powszechnej. Jednostką mobilizującą był 5 pułk artylerii ciężkiej.

## Historia i formowanie
W ramach mobilizacji powszechnej w jej II rzucie z kadry i nadwyżek rezerwistów 5 pułku artylerii ciężkiej i 7 pułku artylerii ciężkiej podjęto formowanie Ośrodka Zapasowego Artylerii Ciężkiej nr 3. Ośrodek ten miał za zadanie przeszkolenie uzupełnień i formowanie baterii marszowych dla jednostek zmobilizowanych przez oba pułki ciężkiej artylerii; tj. 5 i 7 pac, 6, 14, 17, 21, 23, 25 i 95 dywizjonów artylerii ciężkiej. 
Etat OZAC nr 3 w/g planu mobilizacyjnego przewidywał:
- dowództwo ośrodka,
- bateria łączności,
- 1 bateria armat 105 mm typ A
- 1 bateria haubic 155 mm typ A
- 2 bateria armat 105 mm typ B
- 2 bateria haubic 155 mm typ B[1].

## Działania bojowe we wrześniu 1939 r.
30 sierpnia 1939 roku do Krakowa do koszar 5 pułku artylerii ciężkiej, przybyły transportem kolejowym Oddział Zbierania Nadwyżek 7 pułku artylerii ciężkiej. Do powstającego Ośrodka Zapasowego Artylerii Ciężkiej nr 3, 3 września wieczorem dołączono nadwyżki pozostałe z 5 pac. Oba Oddziały Zbierania Nadwyżek utworzyły OZAC nr 3 dowództwo którego objął płk mgr Karol Myrek. Do wybuchu wojny w ośrodku utworzono jedną baterię artylerii, którą pod dowództwem porucznika rezerwy NN wysłano na stanowiska ogniowe z zadaniem osłony szosy z Zakopanego. Amunicję do dział została dowieziona na stanowiska przez środki przewozowe DOK V. 2 września 1939 roku bateria powróciła do koszar, amunicję z uwagi na brak transportu pozostawiono na miejscu. W nocy 3/4 września OZAC nr 3 podjął ewakuację swoich zasobów z Krakowa. Liczył on w chwili wymarszu ok. 700 żołnierzy i 14 ciężkich dział kal. 105 mm i 155 mm. Marsz pieszy prowadzono przez Wieliczkę, Bochnię, Brzesko, Wojnicz i Tarów. 6 września pod Tarnowem w trakcie przeprawy przez Dunajec maszerujące na końcu kolumny ośrodka tabory zostały zaatakowane przez niemiecki podjazd pancerny. Utracono kilka wozów taborowych, część ośrodka została zbombardowana w Tarnowie podczas marszu w rejonie dworca kolejowego. Nie poniesiono większych strat. Dalszy marsz prowadzono przez Pilzno, Dębicę i Zawadę do Ropczyc. Po południu 7 września w Ropczycach kolumna ośrodka i uchodźcy cywilni zostali zaatakowani przez lotnictwo niemieckie. Poniesiono straty w zabitych i rannych żołnierzach i prawdopodobnie utracono 3 działa.         
Dalsza droga prowadziła przez Rzeszów, Łańcut, Przeworsk, Jarosław, Radymno. Rano 10 września ośrodek zatrzymał się na postój w lasach na wschód od Krakowca. Dzięki dobremu maskowaniu ośrodek uniknął bombardowania, gdy lotnictwo niemieckie bombardowało okoliczne lasy. Nocą 11/12 września wyruszono na Jaworów. 13 września w rejonie Radymna, atakujące ze Słowacji oddziały niemieckie odcięły ośrodkowi drogę na przeprawę przez San. W osłonie marszu walkę podjęła grupa bojowa utworzona z żołnierzy ośrodka. Tabory odjechały w kierunku północnym. Następnie przez Żółkiew, Gliniany, Przemyślany, Podhajce ośrodek podjął marsz docierając do Tyśmienicy. Następnie przybył do Kołomyji. 16 września płk Myrek otrzymał rozkaz utworzenia z zasobów OZAC nr 3 dywizjonu bojowego artylerii ciężkiej do obrony tzw. "Przedmościa Rumuńskiego". Natychmiast przystąpiono do jego organizacji.         
Rano 17 września dywizjon był gotowy do działania, jego dowództwo objął kpt. Piotr Skurski z 5 pac. W Kołomyji do OZAC nr 3 włączono pozostałość OZAC nr 4 z Przemyśla. Z uwagi na agresję sowiecką dywizjon bojowy artylerii oraz reszta OZAC nr 3 nocą 17/18 września w ulewnym deszczu podjęła marsz przez Nadwórną, Delatyn do Worochty. Po południu 19 września ośrodek wraz z dywizjonem bojowym przekroczył granicę polsko-węgierską w Jabłonicy. Przekroczyło granicę: 56 oficerów, 660 szeregowych, 11 dział ciężkich, 117 wozów taborowych, kuchni, bryczek, 3 motocykle i po 5 samochodów osobowych i ciężarowych, 1 samochód półciężarowy i 1 ciągnik. Kolumna taborowa ośrodka, która odłączyła się pod Radymnem, pomaszerowała przez Lubaczów, Rawę Ruską, Kamionkę Strumiłową, Złoczów i dotarła 16 września do Tarnopola. 18 września pod Tarnopolem żołnierze kolumny taborowej dostali się do niewoli sowieckiej.        